# 누스 두

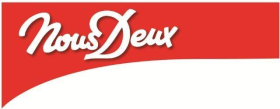
누스 두의 로고

누스 두(Nous deux)는 1947년 치노 델 두카가 창간하고 오늘날 리월드 미디어에서 발행하는 인기 있는 프랑스 주간 잡지이다.